# Ковачовце
Ковачовце (слч. Kováčovce) насељено је мјесто са административним статусом сеоске општине (слч. obec) у округу Вељки Кртиш, у Банскобистричком крају, Словачка Република.

## Становништво
| Година:    | 1994. | 2004.   | 2014.   | 2024.    |
| ---------- | ----- | ------- | ------- | -------- |
| Број људи: | 415   | 377     | 365     | 300      |
| Разлика:   |       | -9,15 % | -3,18 % | -17,80 % |

| Година:    | 2023. | 2024.   |
| ---------- | ----- | ------- |
| Број људи: | 301   | 300     |
| Разлика:   |       | -0,33 % |

Према подацима о броју становника из 2011. године насеље је имало 371 становника.